# کیث اندیز
کیث اندیز (انگلیسی: Keith Andes؛ ۱۲ ژوئیهٔ ۱۹۲۰ – ۱۱ نوامبر ۲۰۰۵) هنرپیشه اهل ایالات متحده آمریکا بود. از فیلم‌های او می‌توان به برخورد در شب اشاره نمود.